# Patricia Nell Warren
Patricia Nell Warren (Helena, Montana, 1936. június 15. – Sherman Oaks, Los Angeles, Kalifornia, 2019. február 9.) amerikai író.

## Művei
- A Tragedy of Bees (1960)
- Legends and Dreams (1964)
- Pink Cities (1969)
- The Last Centennial (1971)
- The Front Runner (1974)
- The Fancy Dancer (1976)
- The Beauty Queen (1978)
- One is the Sun (1991)
- Harlan's Race (1994)
- Billy's Boy (1997)
- The Wild Man (2001)
- My West: Personal Writings on the American West (2011)